# Schloss Riofrío

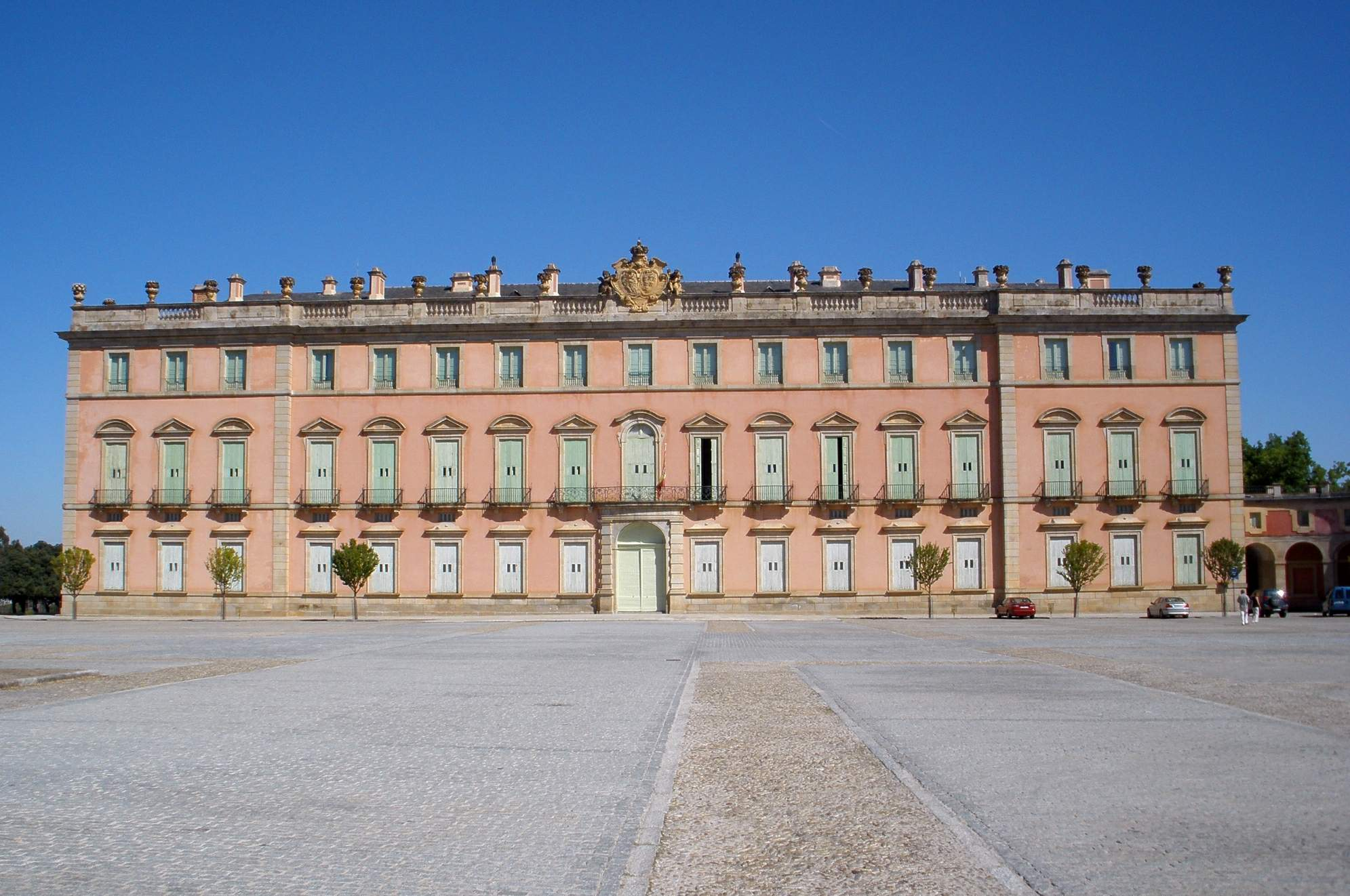
Das Königliche Schloss Riofrío

Das Königliche Schloss Riofrío (spanisch Palacio Real de Riofrío) ist eine Residenz des spanischen Königshauses. Es liegt einige Kilometer südwestlich der Stadt Segovia in der gleichnamigen Provinz.

## Geschichte

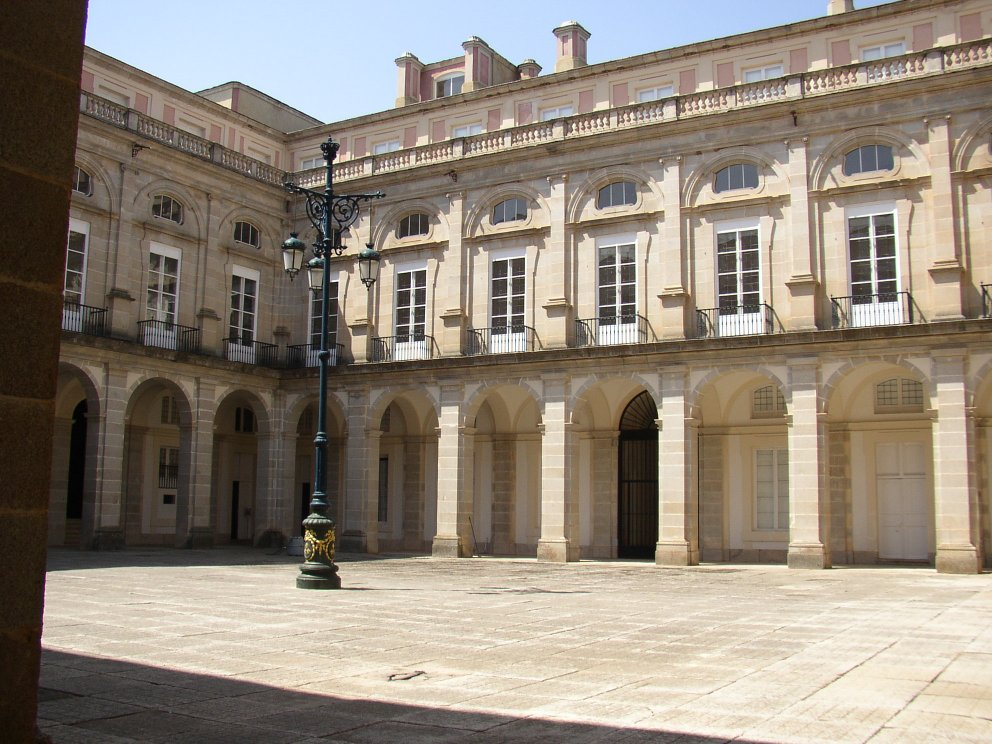
Innenhof von Schloss Riofrío

Das Schloss wurde ab 1751 auf Veranlassung der Königinwitwe Elisabeth errichtet. Elisabeth wünschte einen Alterssitz, um dem neuen König Ferdinand VI. – ihrem Stiefsohn – aus dem Wege gehen zu können. Zudem hatte sie bereits durch geschickte Heiratspolitik vier ihrer Kinder auf europäische Thronsessel gebracht und versuchte nun mit Schloss Riofrío für ihren jüngsten Sohn Luis eine Residenz zu etablieren. Der unerwartete Tod König Ferdinands führte jedoch dazu, dass sich Elisabeths Position in der Königsfamilie noch einmal wendete. Ihr ältester Sohn Karl III. wurde Nachfolger Ferdinands und sie kehrte nach Madrid zurück. Das Gebäude wurde in den folgenden Jahren jedoch immer wieder bewohnt, zu den letzten regulären Bewohnern gehörte Francisco de Asís de Borbón. Im Mai 2004 fand im zentralen Innenhof von Schloss Riofrío das Hochzeitsbankett von Prinz Felipe und Letizia Ortiz statt. 

### Das Schloss
Die Entwürfe für das Schloss stammen vom Tessiner Architekten Vigilio Rabaglio aus Gandria und Andrea Rusca aus Agno, die Bauarbeiten dauerten mit Unterbrechungen bis 1766 an. Die Vierflügelanlage erinnert in ihren Proportionen an das Königliche Schloss zu Madrid, ist in ihrer Dekoration jedoch schlichter gehalten. Von den Ehrenhofgebäuden wurde hier nur der östliche Seitenflügel gebaut. Die Fassaden ähneln mit ihrer Ebenmäßigkeit dem Palazzo Farnese in Rom. Schloss Riofrío steht in exponierter Lage inmitten der Sierra de Guadarrama, und der von Arkaden umsäumte, schattige Innenhof war in den heißen Sommern ein beliebter Aufenthaltsort.
Die Residenz kann im Inneren mit prunkvollen Paradezimmern und Festsälen aufwarten, doch auch die Privaträume der Bourbonen sind erhalten. Da das Schloss über viele Jahre immer wieder bewohnt wurde, ist die kostbare Einrichtung den verschiedenen Epochen entwachsen.

### Die Umgebung
Schloss Riofrío steht inmitten einer relativ kargen Landschaft. Anstelle eines üppigen Schlossparks geht der unmittelbare Bereich des Palastes direkt in den umgebenden Wald über, der mit seinem reichen Tierbestand aus Riofrío auch ein Jagdschloss machte.